# Râfov (gmina)
Râfov – gmina w Rumunii, w okręgu Prahova. Obejmuje miejscowości Antofiloaia, Buchilași, Buda, Goga, Mălăiești, Moara Domnească, Palanca, Râfov i Sicrita. W 2011 roku liczyła 5297 mieszkańców.